# Lydia Wilson
Lydia Wilson (* 1984 in Queen’s Park, London) ist eine britische Schauspielerin.

## Leben
Wilson wurde in Queen’s Park in London geboren und wuchs dort als Tochter einer amerikanischen Mutter und eines britischen Vaters auf. Ihre Ambitionen für das Schauspiel hat sie nach eigener Aussage von ihren Großeltern, die beide ebenfalls Theaterschauspieler waren. Nach einem Grundkurs an dem Chelsea College of Art and Design studierte Wilson English am Queens’ College (Cambridge). Ihre Ausbildung schloss sie 2009 an der Royal Academy of Dramatic Art ab.
Mit ihrer Rolle in dem Theaterstück Zerbombt von Sarah Kane gewann sie 2010 einen Olivier Award.
Ihren ersten Filmauftritt hatte Wilson 2010 im Drama Alles, was wir geben mussten. 2013 war Wilson in der romantischen Tragikomödie Alles eine Frage der Zeit an der Seite von Domhnall Gleeson und Bill Nighy als Kit Kat zu sehen.
2014 wurde sie in die Liste der 1000 einflussreichsten Londoner aufgenommen.

## Filmografie (Auswahl)
- 2007: Dogdom (Kurzfilm)
- 2010: Pete Versus Life (Fernsehserie, Episode 1x02)
- 2010: Alles, was wir geben mussten (Never Let Me Go)
- 2010: Inspector Barnaby (Midsomer Murders, Fernsehserie, Episode 13x05)
- 2010: Any Human Heart – Eines Menschen Herz (Any Human Heart, Miniserie, Episode 1x03)
- 2011: South Riding (Miniserie, 3 Episoden)
- 2011: Black Mirror (Fernsehserie, Episode 1x01: Der Wille des Volkes)
- 2012: Dirk Gently (Fernsehserie, Episode 1x02)
- 2012: The Making of a Lady (Fernsehfilm)
- 2013: Alles eine Frage der Zeit (About Time)
- 2013: Misfits (Fernsehserie, 2 Episoden)
- 2014–2016: Ripper Street (Fernsehserie, 12 Episoden)
- 2016: Love Is Thicker Than Water
- 2016: Star Trek Beyond
- 2018: Requiem (Miniserie, 6 Episoden)
- 2018: Still
- 2018: All Is True
- 2019: Lie of You (Fernsehfilm)
- 2019–2020: Flack (Fernsehserie, 12 Episoden)
- 2021: Walden
- 2021: The Score
- 2023: Der Schwarm (Fernsehserie)

## Theater
- 2009: House of Special Purpose, als Maria; Chichester Festival Theatre
- 2009: Pains of Youth, als Desiree
- 2010: Blasted, als Cate
- 2011: The Heretic; Royal Court Theatre, London[5]
- 2011: The Acid Test, als Jessica; Royal Court Theatre, London[6]
- 2011: 'Tis Pity She's a Whore, als Annabella; Barbican, London[7]
- 2013: Hysteria, als Jessica; Hampstead Theatre, London[8]
- 2014: King Charles III, als Kate, Duchess of Cambridge[9]
- 2019–2020: Die Herzogin von Malfi von John Webster; Almeida Theatre, London

## Radio
- 2011: Eine Geschichte aus zwei Städten, als Lucie Manette[10]
- 2014: Der Exorzist, als Regan MacNeil[11]